# Bakaran Wetan
Bakaran Wetan is een bestuurslaag in het regentschap Pati van de provincie Midden-Java, Indonesië. Bakaran Wetan telt 5013 inwoners (volkstelling 2010).